# SOX1
SOX1 (англ. SRY-box 1) – білок, який кодується однойменним геном, розташованим у людей на 13-й хромосомі. Довжина поліпептидного ланцюга білка становить 391 амінокислоту, а молекулярна маса — 39 023.
| 10         |  | 20         |  | 30         |  | 40         |  | 50         |
| ---------- |  | ---------- |  | ---------- |  | ---------- |  | ---------- |
| MYSMMMETDL |  | HSPGGAQAPT |  | NLSGPAGAGG |  | GGGGGGGGGG |  | GGGAKANQDR |
| VKRPMNAFMV |  | WSRGQRRKMA |  | QENPKMHNSE |  | ISKRLGAEWK |  | VMSEAEKRPF |
| IDEAKRLRAL |  | HMKEHPDYKY |  | RPRRKTKTLL |  | KKDKYSLAGG |  | LLAAGAGGGG |
| AAVAMGVGVG |  | VGAAAVGQRL |  | ESPGGAAGGG |  | YAHVNGWANG |  | AYPGSVAAAA |
| AAAAMMQEAQ |  | LAYGQHPGAG |  | GAHPHAHPAH |  | PHPHHPHAHP |  | HNPQPMHRYD |
| MGALQYSPIS |  | NSQGYMSASP |  | SGYGGLPYGA |  | AAAAAAAAGG |  | AHQNSAVAAA |
| AAAAAASSGA |  | LGALGSLVKS |  | EPSGSPPAPA |  | HSRAPCPGDL |  | REMISMYLPA |
| GEGGDPAAAA |  | AAAAQSRLHS |  | LPQHYQGAGA |  | GVNGTVPLTH |  | I          |

A: Аланін

C: Цистеїн

D: Аспарагінова кислота

E: Глутамінова кислота

F: Фенілаланін

G: Гліцин

H: Гістидин

I: Ізолейцин

K: Лізин

L: Лейцин

M: Метіонін

N: Аспарагін

P: Пролін

Q: Глутамін

R: Аргінін

S: Серин

T: Треонін

V: Валін

W: Триптофан

Кодований геном білок за функцією належить до активаторів. 
Задіяний у таких біологічних процесах, як транскрипція, регуляція транскрипції. 
Білок має сайт для зв'язування з ДНК. 
Локалізований у ядрі.